# 十三元今里
十三元今里（じゅうそうもといまざと）は、大阪府大阪市淀川区にある町名。現行行政地名は十三元今里一丁目から十三元今里三丁目。

## 地理
淀川区の南西部に位置し、十三地域に属している。東に十三本町、西に田川、南に新北野、南西に塚本、北に田川北と接している。

## 世帯数と人口
2019年（令和元年）9月30日現在の世帯数と人口は以下の通りである。
| 丁目             | 世帯数    | 人口    |
| ---------------- | --------- | ------- |
| 十三元今里一丁目 | 788世帯   | 1,258人 |
| 十三元今里二丁目 | 830世帯   | 1,370人 |
| 十三元今里三丁目 | 269世帯   | 353人   |
| 計               | 1,887世帯 | 2,981人 |

### 人口の変遷
国勢調査による人口の推移。
| 1995年（平成7年）  | 3,341人 | [ 5 ] |  |
| 2000年（平成12年） | 3,304人 | [ 6 ] |  |
| 2005年（平成17年） | 3,304人 | [ 7 ] |  |
| 2010年（平成22年） | 3,018人 | [ 8 ] |  |
| 2015年（平成27年） | 3,101人 | [ 9 ] |  |

### 世帯数の変遷
国勢調査による世帯数の推移。
| 1995年（平成7年）  | 1,502世帯 | [ 5 ] |  |
| 2000年（平成12年） | 1,536世帯 | [ 6 ] |  |
| 2005年（平成17年） | 1,602世帯 | [ 7 ] |  |
| 2010年（平成22年） | 1,495世帯 | [ 8 ] |  |
| 2015年（平成27年） | 1,691世帯 | [ 9 ] |  |

## 学区
市立小・中学校に通う場合、学区は以下の通りとなる。なお、小学校・中学校入学時に学校選択制度を導入しており、通学区域以外に淀川区にある以下の通学区域に隣接する校区にある小学校・中学校から選択することも可能。
| 丁目             | 番                                           | 小学校             | 中学校               |
| ---------------- | -------------------------------------------- | ------------------ | -------------------- |
| 十三元今里一丁目 | 1～13番 14番11～17号 15番1～9号 15番15～26号 | 大阪市立神津小学校 | 大阪市立新北野中学校 |
| 十三元今里一丁目 | 14番1～10号 15番10～14号                     | 大阪市立田川小学校 | 大阪市立新北野中学校 |
| 十三元今里二丁目 | 21番7〜15号                                  | 大阪市立田川小学校 | 大阪市立新北野中学校 |
| 十三元今里二丁目 | 1～20番 21番1～6号 21番16～25号              | 大阪市立神津小学校 | 大阪市立新北野中学校 |
| 十三元今里三丁目 | 1番15～90号 2〜3番                           | 大阪市立神津小学校 | 大阪市立新北野中学校 |
| 十三元今里三丁目 | 1番1～14号 1番91～137号） 4番                | 大阪市立田川小学校 | 大阪市立新北野中学校 |

## 事業所
2016年（平成28年）現在の経済センサス調査による事業所数と従業員数は以下の通りである。
| 丁目             | 事業所数  | 従業員数 |
| ---------------- | --------- | -------- |
| 十三元今里一丁目 | 90事業所  | 651人    |
| 十三元今里二丁目 | 162事業所 | 1,199人  |
| 十三元今里三丁目 | 42事業所  | 473人    |
| 計               | 294事業所 | 2,323人  |

## 交通

### 道路
- 国道176号
- 大阪府道16号大阪高槻線（淀川通）
- 大阪府道41号大阪伊丹線（十三筋）

### バス
- 大阪シティバス 十三元今里停留所（十三筋沿い）、北野高校前停留所（淀川通沿い）

## 施設
- 十三公園
- キリスト教ミード社会舘
- 淀川郵便局
- 大阪市立神津小学校
- 博愛社学園幼稚園
- サンディ 十三店

## その他

### 日本郵便
- 〒532-0028[3]（集配局：淀川郵便局[13]）